# Pamplona (Cagayan)
Pamplona (Bayan ng Pamplona) är en kommun i Filippinerna. Kommunen ligger på ön Luzon, och tillhör provinsen Cagayan. Folkmängden uppgår till 20 142 invånare.

## Barangayer
Pamplona är indelat i 18 barangayer.
| - Abanqueruan - Allasitan - Bagu - Balingit - Bidduang - Cabaggan - Capalalian - Casitan - Centro (Pob.) | - Curva - Gattu - Masi - Nagattatan - Nagtupacan - San Juan - Santa Cruz - Tabba - Tupanna |